# Erik Oxenstierna (1616–1662)
Erik Oxenstierna, född 26 april 1616, död 2 augusti 1662, var en svensk militär och landshövding.

## Biografi
Erik Oxenstierna föddes 1616. Han var son till riksrådet Carl Oxenstierna och Margareta Gonnies, genannt von Winkel. Oxenstierna blev introducerades 1625 i Sveriges Riddarhus under namnet friherre Oxenstierna af Eka och Lindö, som nummer 1. Han blev 14 oktober 1632 student vid Uppsala universitet och åtföljde 1632 som hovjunkare med Filip Scheiding på hans ambassad i Moskva. Oxenstierna blev 1641 överste vid Smålands kavalleriregemente. På hösten 1642 mördade han arkitekten Simon de la Vallée på Stortorget i Stockholm och fick för denn sak pardon 18 februari 1643. Han blev 9 april 1657 landshövding i Skaraborgs län, med avsked 7 december 1660. Han avled 1662 och begravdes i Norrköping..

### Egendom
Oxenstierna ägde Lindö i Sankt Johannes socken, Björnö i Frötuna socken, Främmestad i Främmestads socken och Onsicke i Skogs-Tibble socken.

### Familj
Oxenstierna gifte sig första gången 9 juli 1643 i Stockholm med sin syssling margareta Bielke af Åkerö (1622–1655), dotter av Nils Turesson Bielke af Åkerö och friherrinnan Catharina Oxenstierna. De fick tillsammans barnen Margareta Oxenstierna (född 1644) som var gift med lantrådet Johan Christoffer von Scheiding, en dotter (död 1648), kommendören Carl Oxenstierna  (1647–1675), en dotter (född 1648), Sigrid (1649–1721) som var gift med hovmarskalken, friherre Axel Leijonsköld, Nils Oxenstierna  (1651–1653), kammarherren Åke Oxenstierna  (1652–1714), ryttmästaren Erik Oxenstierna (1653–1692) och en dotter (född 1655).
Oxenstierna gifte sig andra gången 9 november 1658 på Trestena i Björklunda socken med Ebba Ulfsparre af Broxvik, dotter av regementskvartermästaren Johan Ulfsparre af Broxvik och Brita Torstensdotter af Forstena-släkten. Efter Oxenstiernas död gifte Ulfsparre om sig med kaptenlöjtnanten, friherre Erik Stake.